# Neon (platenlabel)
Neon was een Brits platenlabel.
Het werd opgericht vanuit platenmaatschappij de Britse tak van RCA, die in 1971 een sublabel introduceerde voor de dan in opkomst zijnde progressieve rock. Het werd geen succes; er werden slechts twaalf uitgaven verzorgd. De enige band die vanuit dat label enigszins bekend werd was Fair Weather, waarvan hun album Beginning from an end catalogus NE-1 meekreeg. 
Niet dat het album bekend werd, maar wel de musici Andy Fairweather Low (band Eric Clapton en Roger Waters) en Blue Weaver (Strawbs en Bee Gees). Dat schijnt de algemene teneur te zijn. Zo kwamen de uit de band Spring voortkomende Pat Moran (John Miles, Peter Hammill), Pick Withers (Dire Straits) en Ray Martinez (Showaddywaddy) in bekendere bands terecht.
Een rariteit is Self (1972) van Quintessence; deze werd wereldwijd uitgebracht door RCA, maar Italië perste het via Neon; het catalogusnummer NE-12 is het hoogste catalogusnummer van Neon, dat roemloos verdween.